# NGC 7011
NGC 7011 is een open sterrenhoop of een asterisme in het sterrenbeeld Zwaan. Het hemelobject werd op 19 september 1829 ontdekt door de Britse astronoom John Herschel. Door de typische vorm ervan, gelijkend op de Hyaden in het sterrenbeeld Stier, wordt deze open sterrenhoop de Mini Hyaden genoemd.